# При чём тут любовь?
«При чём тут любовь?» (англ. What's Love Got to Do With It?) — британская романтическая комедия Шекхара Капура. В главных ролях — Лили Джеймс, Шазад Латиф и Эмма Томпсон.

## Сюжет
Зои окончила киношколу, Казим стал врачом. Лучшие друзья с детства, они всегда поддерживали друг друга и одинаково относились ко всему на свете, в том числе к понятиям любовь и брак. Но всё меняется, когда Казим решает жениться на незнакомой девушке, выбранной его родителями. Спрашивается, при чём тут любовь?

## Актёрский состав
- Лили Джеймс — Зои
- Эмма Томпсон — Кэт
- Шазад Латиф — Казим
- Никкита Чадха —
- Роб Брайдон —
- Шабана Азми — Аиша Кхан
- Ношин Феникс — Пуччи
- Чаудри Асим — Мо
- Тадж Атвал — Сумайра Кхан

## Производство
В ноябре 2020 года было анонсировано, что Лили Джеймс, Шазад Латиф и Эмма Томпсон присоединились к актерскому составу фильма, а также, что режиссером проекта назначен Шекхар Капур, а сценарий написала Джемайма Кхан. Тогда же были озвучены продюсеры комедии — Тим Беван и Эрик Феллнер. В январе 2021 года к касту присоединились Роб Брайдон, Шабана Азми, Азим Чодри и Саджал Али.
Съемки фильма начались в декабре 2020 года.
Действие картины происходит в Лондоне и Южной Азии.

## Прокат
В Австралии, Венгрии и Израиле фильм вышел в прокат 26 января 2023 года, в Бельгии, Грузии и России — 8 марта 2023 года, в Финляндии — 31 марта 2023 года, в Гонконге — 13 апреля 2023 года.